# Сорокін Володимир Іванович
Володимир Іванович Сорокін (рос. Владимир Иванович Сорокин; нар. 20 квітня 1932, Боровичі, Ленінградська область, РРФСР — пом. 20 квітня 2008, Боровичі, Новгородська область, Росія) — радянський футболіст та тренер, нападник, півзахисник, гравець в хокей з м'ячем. Майстер спорту СРСР.

## Життєпис
Після закінчення школи працював на комбінаті «Червоний керамік» (нині — ВАТ «Боровичский комбінат вогнетривів») в Центральних механічних майстернях. Паралельно грав у футбольній команді «Металург» (Боровичі) в зональній першості РРФСР серед колективів фізкультури. У хокеї з м'ячем виступав за «Металург» у республіканських змаганнях. Фіналіст Кубку РРФСР 1952 року.
У 1953 році отримав запрошення з футбольних команд Класу «А» «Спартак» (Москва) і «Зеніт», але перейшов у ленінградський клуб. У тому сезоні провів 7 матчів, забив один м'яч — у ворота харківського «Локомотива» (в декількох джерелах не вказана участь Сорокіна в матчі 19 серпня з «Жальгірісом», де він вийшов на заміну). У 1954 році провів лише один матч: 11 квітня в першому турі в виїзному матчі з куйбишевськими «Крилами Рад» отримав травму і був замінений.
У 1955-1957 роках грав у класі «Б» за «Металург» (Запоріжжя). З 1957 року грав за «Крила Рад»/«Труд» (Воронеж), у 1960 році вийшов з командою в клас «А», де став капітаном команди, але після перших чотирьох турів переведений в дубль.
У 1962 році повернувся в Боровичі, де став граючим тренером футбольної та хокейної команд. У сезонах 1964/65, 1965/66 і 1969/70 виступав з «Металургом» у другій групі класу «А» першості з хокею з м'ячем, відзначився 21 голом, став найкращим бомбардиром команди. У складі футбольної команди став чемпіоном Новгородської області 1969 року. Працював у команді «Електрон» (Новгород) — у 1970 році тренером, а в 1971 році — начальником команди, у 1972 році — головним тренером.
Чемпіон РРФСР (1960), бронзовий призер 3-й літньої Спартакіади народів Росії (1959). У числі 33 найкращих футболістів РРФСР (1959, 1960).
У Боровичах проводяться турніри з міні-хокею та міні-футболу пам'яті Сорокіна.

## Сім'я
Дружина — Зоя Степанівна, заслужений учитель школи РРФСР. Син Сергій грав за хокейний «Металург», працював футбольним тренером, серед вихованців — Сергій Єгоров та Олександр Савін. Згодом — голова комітету у справах молоді, фізичної культури та спорту Адміністрації Боровичівського району.